# 佐賀関町
佐賀関町（さがのせきまち）は、大分県の東部にあった町。北海部郡に属した。
2005年1月1日、大分郡野津原町とともに大分市へ編入し、自治体としての佐賀関町は消滅。

## 地理
- 島：高島

## 歴史
- 1889年（明治22年）4月1日 - 町村制の施行により、関村、白木村の区域をもって佐賀関町が発足。
- 1955年（昭和30年）1月1日 - 神崎村、一尺屋村と合併し、改めて佐賀関町が発足。
- 2005年（平成17年）1月1日 - 大分郡野津原町とともに大分市へ編入。

## 町長
- 柏原幸一
- 二宮博（最後の町長）

## 経済

### 産業
- 主な産業 - 漁業（関あじや関さば）、銅精錬（日鉱金属）※当時
- 産業人口

## 地域

### 教育

#### 小学校
※名称は合併前
- 佐賀関町立神崎小学校
- 佐賀関町立木佐上小学校
- 佐賀関町立大志生木小学校
- 佐賀関町立佐賀関小学校

#### 中学校
※名称は合併前
- 佐賀関町立神崎中学校
- 佐賀関町立佐賀関中学校

#### 高等学校
- 大分県立佐賀関高等学校（平成17年度をもって募集停止）

## 交通
佐賀関町の中心部には鉄道は通っていないものの、通称「駅（佐賀関駅）」と呼ばれるバスセンターがある。以前、日本鉱業佐賀関鉄道が通っていたこと（廃止時に当時の佐賀関駅駅舎をバスセンターに転用）と、バスセンターが国鉄バス（現JR九州バス）の自動車駅でもあったからである（現在は大分バス単独運行）。
平成に入ってから旧駅舎の西隣に新築されたバスセンターには、かつての愛称である「さがのせき駅」の看板を掲げていた。
大分市と合併後の平成20年（2008年）にこのバスセンターも取り壊され、現在は大分市役所佐賀関支所の隣に新しいバスセンターが併設されている。

### 鉄道路線
- 九州旅客鉄道（JR九州）
  - 日豊本線：幸崎駅

### 道路

#### 一般国道
- 国道197号
- 国道217号

#### 県道
- 一般県道
  - 大分県道635号佐賀関循環線
  - 大分県道715号木田神崎線

### 航路
- 国道九四フェリー（佐賀関港 - 三崎港）

## 観光・文化・スポーツ

### 観光スポット
- 関崎海星館
- 関埼灯台
- 黒ヶ浜（日本の渚百選）
- 早吸日女神社

### スポーツチーム
- 日本鉱業佐賀関硬式野球部（社会人野球） - 1958年から1987年にかけて活動していた。